# Arch Oboler
Arch Oboler (* 7. Dezember 1907 in Chicago, Illinois; † 19. März 1987 in Westlake Village, Kalifornien) war ein US-amerikanischer Hörspielautor, Dramatiker, Drehbuchautor, Schriftsteller, Filmproduzent und Regisseur, der für Radio, Film, Theater und Fernsehen arbeitete. 
Oboler wuchs als Sohn jüdischer Immigranten in Chicago auf. Seine Eltern, Leon und Clara Oboler, stammten aus Riga. Arch Oboler studierte kurzzeitig als Student an der University of Chicago, ehe er seine Karriere in der Unterhaltungsindustrie begann.  
Oboler machte sich vor allem einen Namen als Autor von Hörspielen. Obgleich er heute oft vor allem mit dem Horror-Genre in Verbindung gebracht wird, wurde er in den 1930er und 1940er Jahren weithin als eines der größten Talente des Rundfunks gepriesen. Bis heute ist er als einer der bedeutendsten und innovativsten Hörspielautoren angesehen.

## Rundfunk
Als Oboler sein erstes Hörspiel verkaufte, war er noch keine 18 Jahre alt. Später wurde er durch seine Arbeit für die Horror-Serie Lights Out! bekannt, für die er ab 1936 regelmäßig schrieb.  

## Filmographie (Auswahl)
- 1951: Bwana, der Teufel (Bwana Devil)
- 1951: Die letzten Fünf (Five).
- 1953: The Twonky